# Türkisch Islamische Stiftung für die Schweiz
Die Türkisch Islamische Stiftung für die Schweiz  (Abk. TISS; türk. İsviçre Türk Diyanet Vakfı; Abk. İTDV) ist eine Schweizer Stiftung mit Domizil in Zürich. Sie wurde 1987 gegründet und gehört zu Diyanet (Diyanet İşleri Başkanlığı, deutsch: Präsidium für Religionsangelegenheiten), der staatlichen Einrichtung zur Verwaltung religiöser Angelegenheiten in der Türkei.
Die Stiftung ist Mitglied der Föderation Islamischer Dachorganisationen in der Schweiz (FIDS; frz. La Fédération des organisations islamiques de Suisse; FOIS), einer der beiden wichtigsten muslimischen Organisationen der Schweiz. Sie untersteht der Aufsicht durch das Eidgenössische Departement des Innern in Bern.
Ziel der Stiftung ist die Schaffung von «Einrichtungen und Möglichkeiten, damit die in der Schweiz lebenden Moslems ihre religiösen Pflichten ausüben können; dabei kann sich die Stiftung auch der Medien bedienen; sie unterstützt Personen, welche die islamische Religion kennenlernen möchten; sie fördert die in der Schweiz lebenden Moslems geistig und beachtet dabei besonders ein harmonisches Zusammenleben von Moslems und Nichtmoslems; sie erbringt kulturelle und soziale Dienstleistungen.»
Dem Politologen Bassam Tibi zufolge, der sie als «Handlanger der Diyanet-Behörde» einstuft, werde die Stiftung «total von der islamistischen AKP kontrolliert.»